# Hospozín
Hospozín (en allemand : Hosposin) est une commune du district de Kladno, dans la région de Bohême-Centrale, en République tchèque. Sa population s'élevait à 536 habitants en 2020.

## Géographie
Hospozín se trouve à 11 km au nord-est de Slaný, à 19 km au nord-nord-est de Kladno et à 32 km au nord-ouest de Prague.
La commune est limitée par Martiněves et Bříza au nord, par Černuc à l'est, par Hobšovice au sud et par Kmetiněves à l'ouest.

## Histoire
La première mention écrite de la localité date de 1318.

## Administration
La commune se compose de deux quartiers :
- Hospozín
- Hospozínek